# 148 (عدد)
148 هو عدد صحيح. طبيعي بين 147 و149

## في الرياضيات

### خاصيات
- 148 عدد زوجي
- 148 يكتب في صيغة مجموع مربعين كاملين: 148=2²+12²
- 148 قاسم لـ73²+1